# 國立學院 (智利)
何塞·米格尔·卡雷拉将军国立学院（西班牙語：Instituto Nacional General José Miguel Carrera，通常简称国立学院，也译国立中学，是位于智利首都圣地亚哥的一所公办中学，由智利独立运动领袖何塞·米格尔·卡雷拉在1813年8月10日创办。
国立学院有初中、高中共6个年级，2011年时有学生4300人左右。16位智利总统曾在国立学院就读。2011年4月4日，国立学院孔子课堂挂牌成立，这是中华人民共和国在智利设立的第一处孔子课堂。